# The War on Errorism
 (août 2012).
Si vous disposez d'ouvrages ou d'articles de référence ou si vous connaissez des sites web de qualité traitant du thème abordé ici, merci de compléter l'article en donnant les références utiles à sa vérifiabilité et en les liant à la section « Notes et références ».
Albums de NOFX
Pump Up the Valuum
(2000) Never Trust a Hippy
(2006)
Premier album de NOFX sur le label de Fat Mike, Fat Wreck Chords, The War on Errorism contient la chanson de leur premier vidéo clip depuis près de 10 ans (Franco Un-American).
Cet album critique George W. Bush et sa politique de « guerre contre le terrorisme » (War on terrorism en anglais), notamment concernant la guerre en Irak, que le groupe considère comme une énorme erreur (d'où le jeu de mots errorism). On peut signaler notamment la diversité des instruments utilisés comme un xylophone (Mattersville), un saxophone et un synthé pour la chanson aux influences ska Anarchy Camp ou encore la désormais célèbre trompette de El Hefe (Medio-core, 13 Stiches).

## Liste des chansons
1. The Separation of Church and Skate - 3:09
2. The Irrationality of Rationality - 2:32
3. Franco Un-American - 2:25
4. Idiots Are Taking Over - 3:22
5. She’s Nubs - 2:05
6. Mattersville - 2:28
7. Decom-posuer - 2:54
8. Medio-core - 3:05
9. Anarchy Camp - 2:53
10. American Errorist (I Hate Hate Haters) - 1:51
11. We Got Two Jealous Agains - 2:03
12. 13 Stitches - 1:55
13. Re-gaining Unconciousness - 2:39
14. Whoops, I OD’d - 2:51

## En plus
Ce disque contient la première plage CD-Rom/multimédia de l'histoire du groupe. Y figurent le documentaire The Unprecedented (en) sur l'élection de George W. Bush en 2000, le clip de Franco Un-American, et Idiot Son Of An Asshole enregistré en live lors du festival Vans Warped Tour à Vancouver en 2002.